# Borås GIF
Borås GIF, även känd som Borås GoIF, är en idrottsförening som bildades 1936 på Sjöbo i Borås och är en av de största idrottsföreningarna i Borås. I dag har klubben sektioner inom följande sporter: fotboll, innebandy, orientering, skidor, MTB, linedance, dans och motion. Borås GIF har två klubbstugor, Sjöbovallen ligger vackert nere vid Viskan och GIF-stugan, Tosseryd. Vid Sjöbovallen ligger två fotbollsplaner och uppe vid GIF-stugan hittar man vackra orienteringsmiljöer och elljusspår som dessutom blir fantastiska skidspår vintertid med hjälp av konstsnö.

### Fotnoter
1. ↑  https://sites.google.com/view/clasglenningfootball/hem/sweden-historical-tables/1975